# Tomasz Terlikowski
Tomasz Piotr Terlikowski (ur. 10 września 1974 w Warszawie) – polski dziennikarz, filozof, publicysta, tłumacz, pisarz i działacz katolicki, doktor nauk humanistycznych. Dawniej redaktor naczelny, a potem dyrektor programowy Telewizji Republika.

## Życiorys
W 2003 obronił doktorat z filozofii na UKSW. Praca doktorska, napisana pod kierunkiem o. Edmunda Morawca CSsR, nosi tytuł „Lwa Szestowa krytyka europejskiej filozofii racjonalistycznej”. Pracował w „Newsweeku”, Radiu Plus, redakcji katolickiej TVP („Między Ziemią a Niebem”), dzienniku „Życie” (2004), tygodniku „Ozon” (2005–2006), gdzie był zastępcą redaktora naczelnego, dzienniku „Rzeczpospolita” (do 2008) i tygodniku „Wprost” (2008–2009). Od września 2009 do 2015 był szefem zarządu wydawnictwa „Fronda”. Prowadzi też rozmowy w PR1 (Śniadanie bez polityki) i współpracował z Popołudniem Radia TOK FM. Od 2004 do 15 czerwca 2012 był redaktorem naczelnym Ekumenicznej Agencji Informacyjnej ekumenizm.pl. W TVP2 współtworzył cykl „Wojna światów”, jest także autorem scenariusza „Kwartetu Teologicznego”. Prowadził również magazyny historyczne w TVP Historia („Dzieje Polaków”, „U źródeł cywilizacji”).
Publikował także w „Nowym Państwie”, „Więzi”, „Znaku”, „Tygodniku Powszechnym”, „Przeglądzie Powszechnym”, „Myśli Protestanckiej”, „Arcanach”, „Super Expressie” i „Studia Philosophiae Christianae” oraz w Rycerzu Niepokalanej. Jego felietony ukazywały się w portalu Tezeus.pl (2006–2008), a także w „Frondzie”, „Gościu Niedzielnym”, „Przewodniku Katolickim” i „Gazecie Polskiej”. W 2010 zadebiutował jako autor powieści, wydając dystopię Operacja „Chusta”.
W styczniu 2007 badał w archiwach IPN dokumenty dotyczące podejrzeń o współpracę abp. Wielgusa z SB. Wyniki ukazały się w „Rzeczpospolitej”.
W maju 2010 został redaktorem naczelnym portalu fronda.pl współpracującym z kwartalnikiem „Fronda”, którego redaktorem naczelnym był od czerwca 2012 do czerwca 2013.
Od 21 września 2012 do 31 grudnia 2012 był jednym z prowadzących program Rozmównica na kanale Religia.tv. Współpracował też z telewizją internetową Boska TV. W latach 2012–2022 był publicystą portalu internetowego niezależna.pl. Był dziennikarzem Telewizji Republika, gdzie stworzył audycje Zderzenie cywilizacji i Kościół, w którym żyjemy. Od 1 lipca 2013 był członkiem zarządu spółki Telewizja Republika S.A., zarządzającej stacją Telewizja Republika. Od września 2014 do maja 2017 był redaktorem naczelnym stacji Telewizja Republika. 8 maja 2017 na stanowisku zastąpiła go Dorota Kania. Terlikowski pozostał w zarządzie stacji jako dyrektor programowy. Funkcję tę sprawował do końca stycznia 2019, po czym został przeniesiony do działu redakcyjnego stacji. W grudniu 2022 definitywnie zakończył współpracę z Telewizją Republika.
31 sierpnia 2016 zakończył współpracę z portalem fronda.pl.
Od 2016 do 2018 prowadził z żoną portal internetowy www.malydziennik.pl oraz nagrywał filmiki umieszczane w serwisie YouTube na kanale Mały Dziennik na kontrze. 25 marca 2018 małżeństwo rozstało się z portalem, a ich udziały przejęła firma Net Media Broker.
W kwietniu 2018 zaczął prowadzić w Polskim Radiu 24 cotygodniową audycję Terlikowski na froncie. W tym samym roku został ponownie publicystą dziennika Rzeczpospolita. Jego artykuły ukazują się głównie w sobotnio-niedzielnym wydaniu gazety noszącym nazwę „Plus Minus”. W latach 2020–2023 był publicystą Tygodnika Solidarność. 31 sierpnia 2021 zakończył pracę w Polskim Radiu 24.
Udzielił wywiadu braciom Sekielskim, którego fragmenty ukazały się w filmie Zabawa w chowanego (2020).

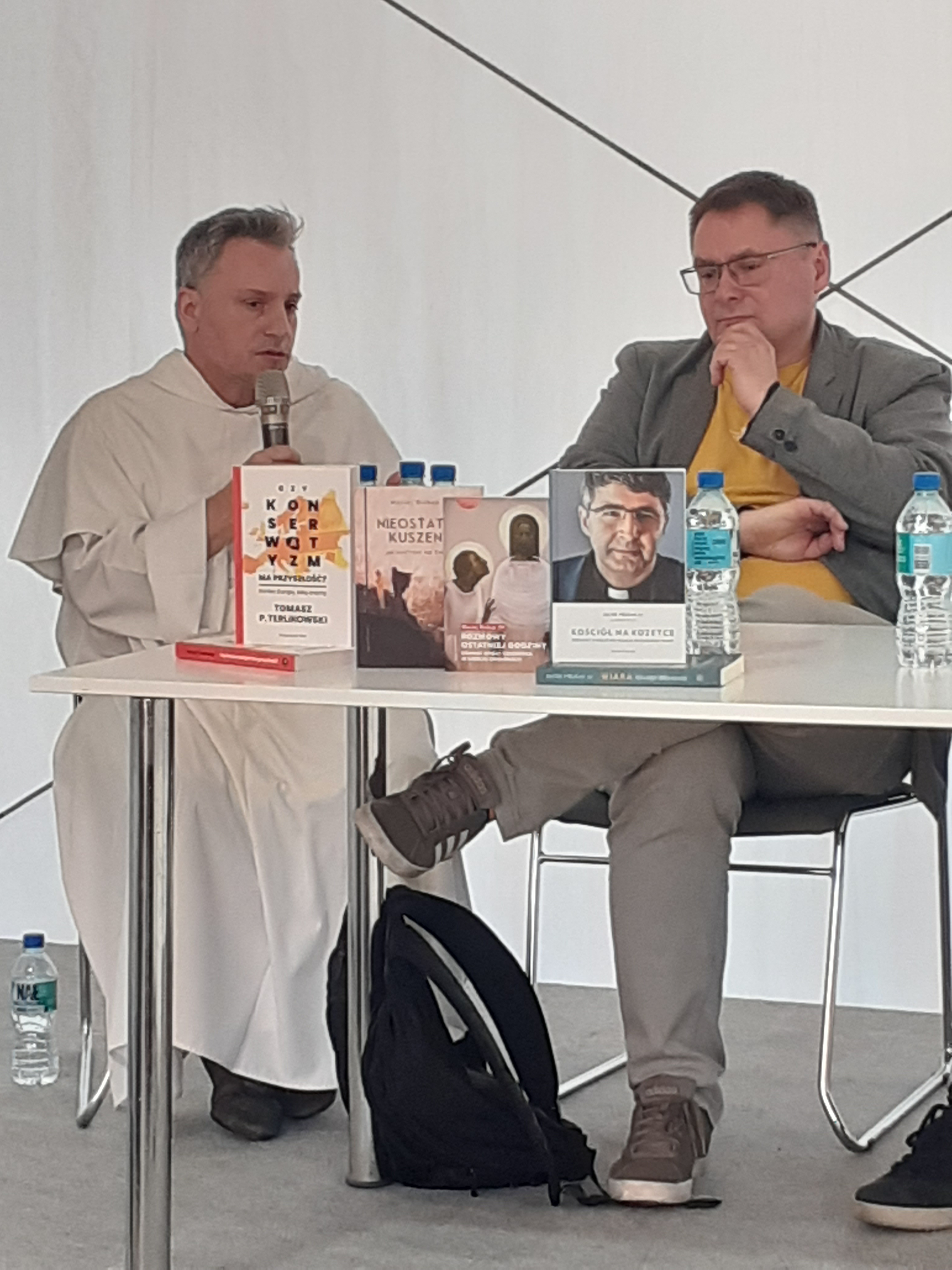
Maciej Biskup OP i Tomasz Terlikowski w trakcie spotkania z czytelnikami na XXVIII Targach Wydawców Katolickich w 2023.

Od 2020 roku za pośrednictwem mediów społecznościowych oraz radia, prasy i telewizji, szeroko komentuje przykłady tuszowania przestępstw seksualnych w polskim Kościele katolickim przez biskupów. Uhonorowany Nagrodą „Ślad” im. bp. Jana Chrapka.
30 marca 2021 roku powołany przez prowincjała polskiej prowincji Zakonu Kaznodziejskiego na przewodniczącego niezależnej od zakonu komisji, mającej na celu zbadanie działań o. Pawła M., oskarżonego o liczne przestępstwa – w tym seksualne oraz kroków podjętych przez prowincję w tej sprawie na przestrzeni lat. 15 września 2021 opublikowany został 260-stronicowy raport z prac komisji wraz z jego publiczną prezentacją.
Od sierpnia 2021 roku jest stałym felietonistą serwisu Wprost.pl, gdzie publikuje artykuły o tematyce związanej z życiem Kościoła, polityką i sprawami społecznymi.
Od 1 września 2021 jest jednym z prowadzących Popołudniowej rozmowy RMF FM, która nadawana jest od poniedziałku do piątku o godz. 18:02 na antenie RMF FM oraz emitowana w dłuższej wersji w internetowej rozgłośni RMF24 i w formie audio-wideo na portalu rmf24.pl. Terlikowski prowadzi tę audycję w środy. Program nie jest emitowany w okresie wakacyjnym. Również w 2021 wraz z żoną, Małgorzatą prowadzili popołudniowe pasmo w katolickim Radiu Profeto, należącym do Polskiej Prowincji Zgromadzenia Księży Najświętszego Serca Jezusowego, potocznie zwanych sercanami.
Od września 2022 do lutego 2023 był gospodarzem informacyjno-publicystycznego pasma nadawanego od poniedziałku do piątku w godzinach od 12:30 do 14:30 na antenie internetowego radia RMF24. Od marca 2023 roku Terlikowski na tej samej antenie prowadzi pasmo „Popołudnie Radia RMF24” nadawane od poniedziałku do piątku w godzinach między 14:00 a 17:00.
W grudniu 2022 Telewizja Republika zawiesiła z nim współpracę, a z anteny zniknęły prowadzone przez niego programy. Stacja stanęła wówczas w obronie, rzekomo pomówionego przez niego na jednym z portali społecznościowych, ministra edukacji i nauki, Przemysława Czarnka. Taką samą decyzję podjął portal niezależna.pl, na którym publikowane były jego felietony. 30 grudnia tego samego roku Terlikowski ogłosił definitywne zakończenie współpracy ze stacją i portalem.
W czerwcu 2023 został na czas wakacji jednym z prowadzących Porannej Rozmowy RMF FM, w zastępstwie za Roberta Mazurka. Audycja emitowana jest od poniedziałku do piątku o godz. 8:02 na antenie RMF FM oraz nadawana dłużej w internetowej rozgłośni  RMF24 i w formie audio-wideo na portalu rmf24.pl. Również w okresie letnim w wybrane dni prowadził naprzemiennie pasma „Przedpołudnie Radia RMF24” lub „Popołudnie Radia RMF24” na antenie internetowej rozgłośni RMF24.
W lipcu 2023 znalazł się w grupie dziewięciu osób nominowanych do  otrzymania nagrody Medal Wolności Słowa, przyznawanej przez kapitułę Fundacji Grand Press. Jest ona wręczana w kategoriach: instytucja, media i obywatel/obywatelka. Terlikowski znalazł się w gronie trzech kandydatów w kategorii media. Kapituła doceniła go za obronę swoich przekonań i drogę pod prąd, niezależnie od krytyki swojego środowiska.
Przez wiele lat publikował felietony dla jezuickiego portalu internetowego deon.pl, dla którego w latach 2021–2024 tworzył również swoje autorskie podcasty pod nazwą Tak myślę. W marcu 2024 portal zablokował ukazanie się jego felietonu dotyczącego Listu biskupów polskich do kapłanów na Wielki Czwartek 2024. Kierownictwo serwisu poinformowało go o tej decyzji drogą mailową. Ojciec Paweł Kosiński SJ, redaktor naczelny portalu, 21 marca tego samego roku wydał w tej sprawie oświadczenie, w którym wyjaśnił, że redakcja miała prawo nie publikować jego tekstu. Jeszcze tego samego dnia, za pośrednictwem swoich mediów społecznościowych, Terlikowski poinformował o całkowitym zakończeniu swojej współpracy z portalem deon.pl.  Od kwietnia 2024 współpracuje z internetowym portalem czasopisma „Więź", gdzie publikowane są jego felietony. Są tam również umieszczane jego podcasty w cyklu Wciąż tak myślę. W październiku 2024 został wykładowcą filozofii w Stołecznym Instytucie Biblijnym. Zajęcia odbywają się tam głównie online w formie uniwersytetu otwartego, ale również studiów podyplomowych.
Od 2024 roku współpracuje także z Kulturą Liberalną oraz Kanałem Zero. Od 2 września do 31 grudnia 2024 prowadzłi od 7:00 do 10:00 poranne pasmo emitowane w internetowej rozgłośni RMF24. Był także gospodarzem programu Rozmowa o 7:00.
Od 7 stycznia 2025 jest prowadzącym Porannej Rozmowy w RMF FM, nadawanej od poniedziałku do piątku o godzinie 8:02 w wersji krótszej w RMF FM i dłuższej w rozgłośni internetowej RMF24 oraz serwisie YouTube w formie audio-wideo.

## Życie prywatne
Z żoną Małgorzatą mają pięcioro dzieci.

## Kontrowersje
Kościołowi Zielonoświątkowemu zarzucił episkopalizację i katolicyzację.
W 2006 roku na łamach „Newsweeka” w artykule Wyznawcy agentury zarzucił ugrupowaniom ewangelikalnym współpracę z bezpieką. Na łamach kwartalnika „Słowo i Życie” zarzucono mu nierzetelność i mijanie się z prawdą. Terlikowskiemu zarzucano nieznajomość środowiska, które krytykował, i popełnianie rażących błędów. Terlikowski utrzymywał, że Stanisław Krakiewicz i Paweł Bajeński przyczynili się do aresztowania Ludwika Szenderowskiego, bo ten nie chciał wejść do ZKE. Tymczasem Szenderowski był głównym twórcą ZKE, natomiast Bajeński przystąpił do ZKE dopiero w roku 1953. Zauważono, że Bajeński nie został nawet zarejestrowany jako TW.
Po śmierci Mandeli napisał, że „odpowiada za śmierć o wiele większej liczby czarnych niż najwięksi afrykańscy rasiści”, nazwał go także „zwyczajnym komunistą, który doprowadził do upadku kwitnącą gospodarkę RPA”.
W swej książce Koń trojański w mieście Boga. Pół wieku po Soborze… krytykował hierarchię Kościoła katolickiego za zbyt ulgowe traktowanie księży homoseksualistów, których nazywa „homoukładem” i „homositwą”.

## Publikacje

### Publikacje książkowe
- Tęczowe chrześcijaństwo. Homoseksualna herezja w natarciu, Warszawa 2004.
- Bogobójcy czy starsi bracia. Myśliciele rosyjskiego prawosławia wobec judaizmu, Warszawa 2004.
- Szaleńcy, szarlatani i święci. Różnobarwny świat religii, Warszawa 2005.
- Kiedy sól traci smak. Etyka protestancka w kryzysie, Warszawa 2005.
- Nasz Papież z Niemiec. Tajemnice papieskiej pielgrzymki, Kraków 2006.
- Moralny totalitaryzm. Bioetyczne dylematy współczesności, Warszawa 2006.
- Tora między życiem a śmiercią. Bioetyki żydowskie w dialogu, Warszawa 2007.
- Odwaga prawdy. Spór o lustrację w polskim Kościele, Warszawa 2007.
- Kościół (dla) zagubionych, Kraków 2007.
- Prawo do życia. Zdradzona nadzieja, Kraków 2007.
- Męczennicy komunizmu, Kraków 2008.
- „Agata”: anatomia manipulacji – razem z Joanną Najfeld, Warszawa 2008.
- Nowa kultura życia. Apologia bioetyki katolickiej, Warszawa 2009.
- Summa przeciw lewakom, Lublin 2009.
- Rzeczpospolita papieska. Jan Paweł II o Polsce do Polaków, Warszawa 2009.
- Grzechy Kościoła: teraz w Polsce, Warszawa 2010.
- Operacja „Chusta”, Warszawa 2010.
- Bitwa o Madryt (wspólnie z Grzegorzem Górnym), Warszawa 2010.
- Homoseksualista w Kościele, Kraków 2010.
- Robienie dzieci. Terlikowski śmiało o in vitro, 2011.
- Benedykt XVI. Walka o duszę świata, Kraków 2011.
- Raport o stanie wiary w Polsce, wywiad-rzeka wywiad z abp. Józefem Michalikiem, który przeprowadzili Grzegorz Górny i Tomasz Terlikowski, 2011.
- Katol z Warszawy. Z Tomaszem Terlikowskim rozmawia Aleksandra Kasica, 2011.
- Głosowania na śmierć i życie. Przewodnik wyborczy, Radom 2011.
- Chodzi mi tylko o prawdę, wywiad-rzeka z ks. Tadeuszem Isakowiczem-Zaleskim, Warszawa 2012.
- Ślady Boga, Warszawa 2012.
- Koń trojański w mieście Boga. Pół wieku po Soborze, Kraków 2012.
- Jak rozmawiać o zapłodnieniu in vitro, Kraków 2013.
- Faktura na zabijanie. Współczesny przemysł śmierci, Bytom 2013.
- Skazani na siebie, wraz z Małgorzatą Terlikowską, Częstochowa 2013.
- Operacja Franciszek. Sześć medialnych mitów na temat papieża, Warszawa 2014.
- Pojedynki, Warszawa 2014.
- Sprawa profesora Chazana. Kulisy manipulacji, Warszawa 2014.
- Jak rozmawiać o antykoncepcji, Kraków 2014.
- Jak się uprę, to jadę po bandzie, Kraków 2014.
- Nadzieja na dziecko – czyli cała prawda o naprotechnologii, Warszawa 2015.
- Masakra piłą mechaniczną w domu Terlikowskich, wraz z Małgorzatą Terlikowską, Warszawa 2015.
- Herezja kardynałów, Kraków 2015.
- Edmund Bojanowski. Święty na nasze czasy, Warszawa 2015.
- Maksymilian M. Kolbe. Biografia świętego męczennika, Kraków 2017
- Dzisiaj trzeba wybrać. O potędze Maryi, walce duchowej i czasach ostatecznych, wraz z ks. Piotrem Glasem, Kraków 2017
- Dekalog. Prawdziwa droga w czasach zamętu, razem z ks. Piotrem Glasem, Warszawa 2018
- Wenanty Katarzyniec. Polski Szarbel, Warszawa 2018
- Mała droga Wenantego Katarzyńca. Rekolekcje z polskim Szarbelem, Kraków 2018
- Rewolucja Franciszka. Cała prawda o ostatnim pontyfikacie, Warszawa 2018
- Padre Jarek od św. Szarbela. O cudach nawrócenia i Domach Modlitwy św. Szarbela, Warszawa 2018
- Czego księża nie powiedzą Ci o antykoncepcji? Niewygodna prawda Humanae vitae, Poznań 2018
- Akita. Objawienia i przesłania, Kraków 2019
- Atak na Jana Pawła II. Kto i dlaczego niszczy pamięć o Świętym Papieżu – Tomasz P. Terlikowski, Kraków 2019
- Droga krzyżowa i Męka Pana Jezusa z Wenantym Katarzyńcem: nieznane teksty rekolekcji pasyjnych polskiego Szarbela, Kraków 2019
- W szkole Maryi. Różaniec z Wenantym Katarzyńcem, Kraków 2020
- Iskra wyjdzie z Polski: apokaliptyczne objawienia miłosierdzia Bożego, Kraków 2020
- Ursula de Jesus. Cierpienia dusz czyśćcowych w relacji XVII-wiecznej mistyczki z Peru, Kraków 2020
- Franciszek Blachnicki. Ksiądz, który zmienił Polskę, Kraków 2021
- Wygasanie. Zmierzch mojego Kościoła, Kraków 2023
- To ja, Judasz. Biografia apostoła, Wydawnictwo Literackie 2024, ISBN 978-83-08-08375-8
- Arcybiskup. Kim jest Marek Jędraszewski, SIW Znak, Kraków 2024, ISBN 978-83-240-6943-9

### Przekłady
- Sergiusz Bułgakow – Drabina Jakubowa (2005)
- Sergiusz Bułgakow – Cuda Ewangelii (2007)